# 박지현 (탁구 선수)
박지현(1966년 8월 10일 ~ )은 대한민국의 탁구 선수이다. 1990년 중국 북경 아시안게임에서 단체전 금메달을 획득하였다.